# Helichrysum forskahlii
Helichrysum forskahlii là một loài thực vật có hoa trong họ Cúc. Loài này được (J.F.Gmel.) Hilliard & B.L.Burtt mô tả khoa học đầu tiên năm 1980.